# 11 Pułk Zmechanizowany

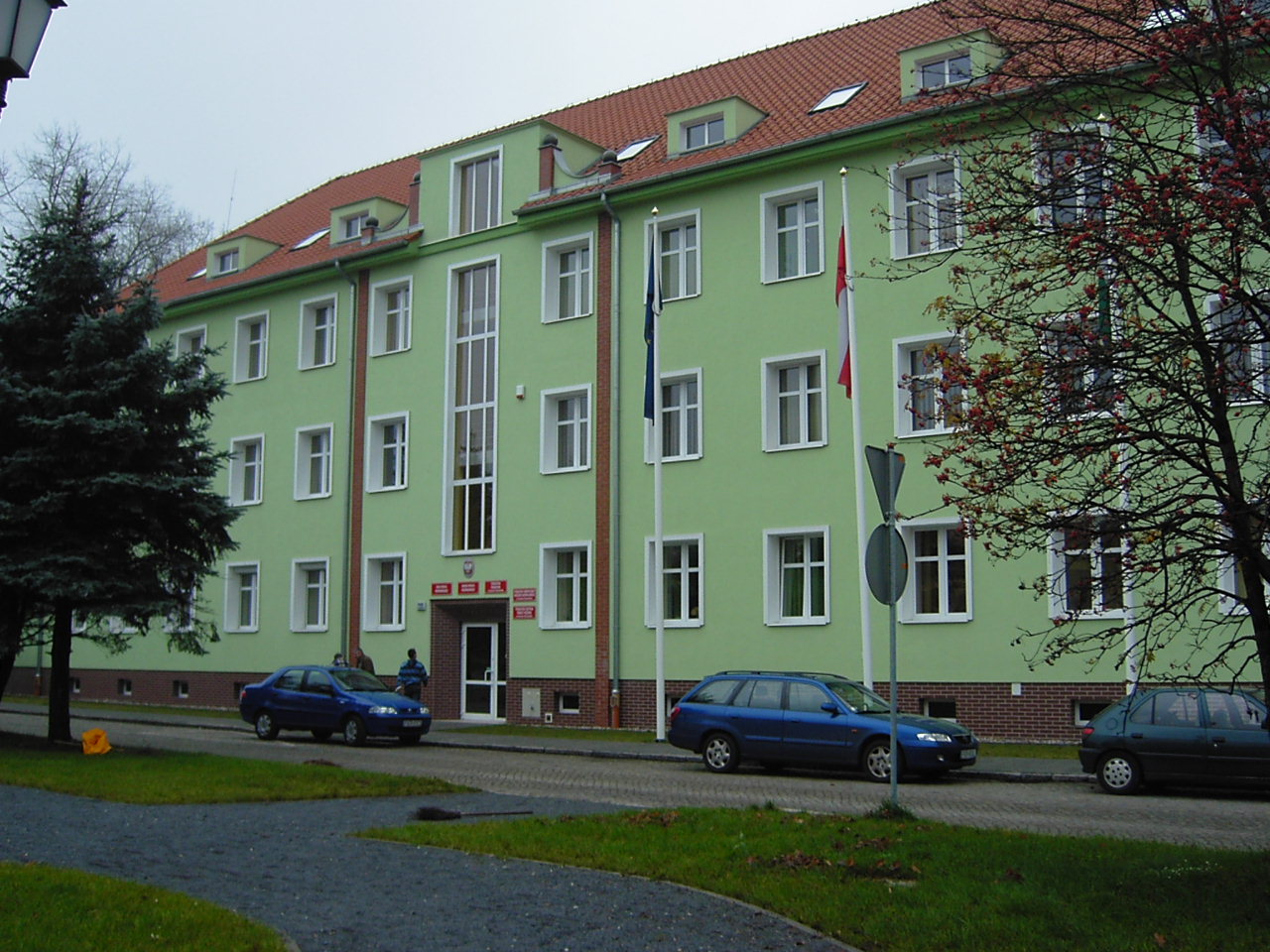
Krosno Odrzańskie – w tym budynku funkcjonował sztab pułku

11 Złotowski Pułk Zmechanizowany (11 pz) – oddział Wojsk Zmechanizowanych Sił Zbrojnych PRL.
15 sierpnia 1962 roku 11 Pułk Piechoty został przeformowany w 11 Pułk Zmechanizowany. Jednostka wchodziła w skład 4 Pomorskiej Dywizji Zmechanizowanej im. Jana Kilińskiego i stacjonowała w garnizonie Krosno Odrzańskie. 
4 października 1973 roku pułk otrzymał nazwę wyróżniającą "Złotowski".
Pułk został rozformowany z dniem 20 listopada 1989 roku.

## Żołnierze pułku
Dowódcy
- mjr/ppłk dypl. Henryk Janusek ( - 1982)
- mjr/ppłk dypl. Jerzy Błaszczak (1983-1987)
- mjr/ppłk dypl. Włodzimierz Zieliński - od 1987 - do rozformowania pułku.

## Skład  (lata 80. XX w)

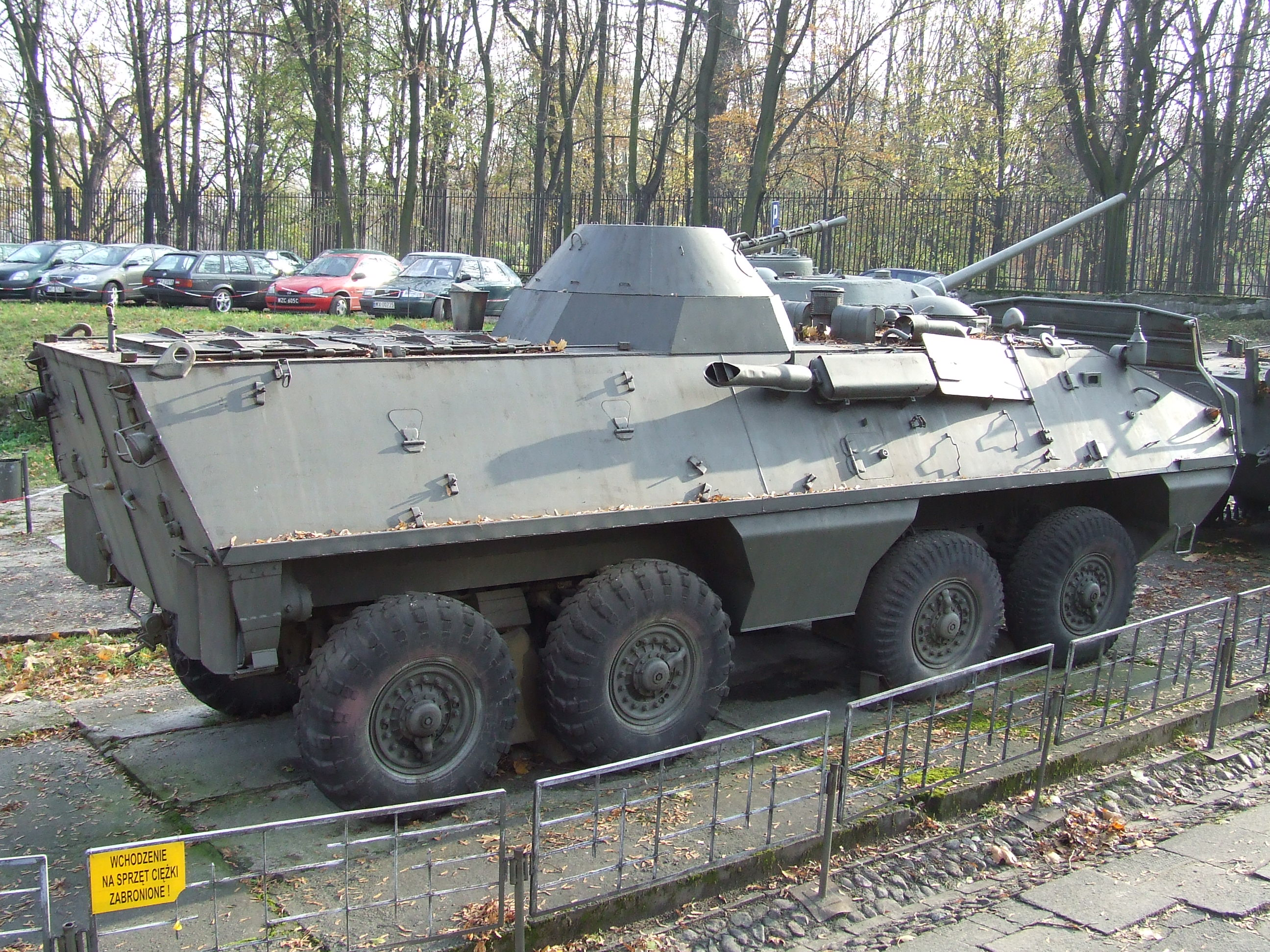
Podstawowy transporter pułku SKOT 2A

- Dowództwo i sztab
  - 3 x bataliony zmechanizowane
  - batalion czołgów
  - kompania rozpoznawcza
  - bateria haubic 122mm
  - bateria ppanc
  - kompania saperów
  - bateria plot
  - kompania łączności
  - kompania zaopatrzenia
  - kompania remontowa
  - kompania medyczna
  - pluton chemiczny
  - pluton ochrony i regulacji ruchu